# Tubarão-de-pontas-brancas-de-recife
O tubarão-de-pontas-brancas-de-recife, também conhecido como galha-branca-de-recife (Triaenodon obesus) é uma espécie de tubarão da família Carchahinidae, e é o único membro do gênero Triaenodon.

## Descrição
Esta espécie é facilmente reconhecível por seu corpo esguio e cabeça curta e larga, além de abas cutâneas tubulares ao lado das narinas, olhos ovais com pupilas verticais e uma ponta branca nas barbatanas dorsal e caudal.

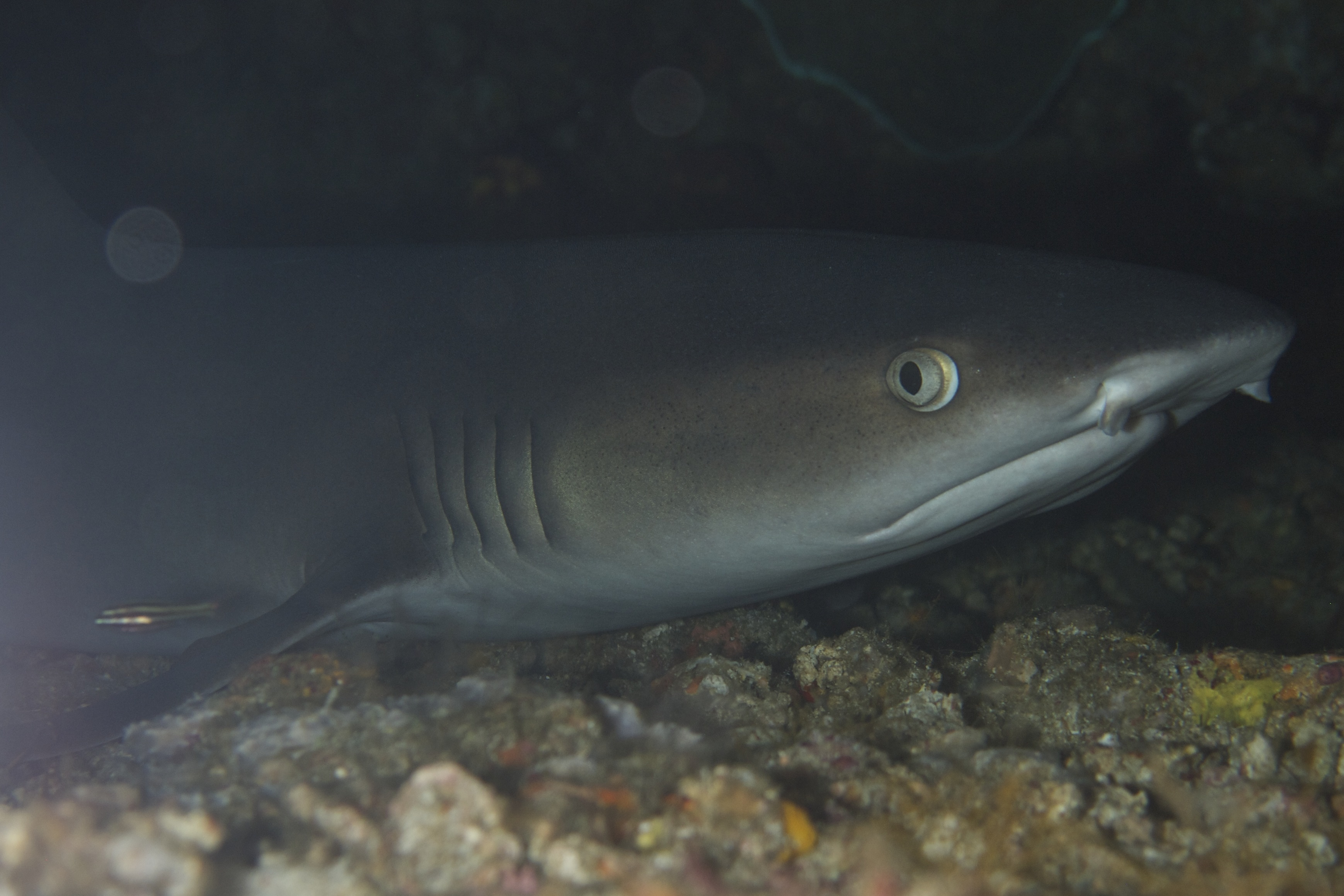

Mede em torno de 1,60 m, podendo atingir um máximo de 2,00 m, diferente da galha-branca-oceânica, que pode medir 4,6 m.

## Distribuição
Esta espécie habita recifes de corais tropicais no Oceano Indo-Pacífico, da África Ocidental ao Pacífico Oriental. Recentemente foram avistados próximos da costa do litoral paranaense, não se sabe como esses tubarões vieram à região, sendo nativos da região Indo-Pacífica.
Ocorre desde a superfície até profundidades de pelo menos 330 m.

## Hábitos

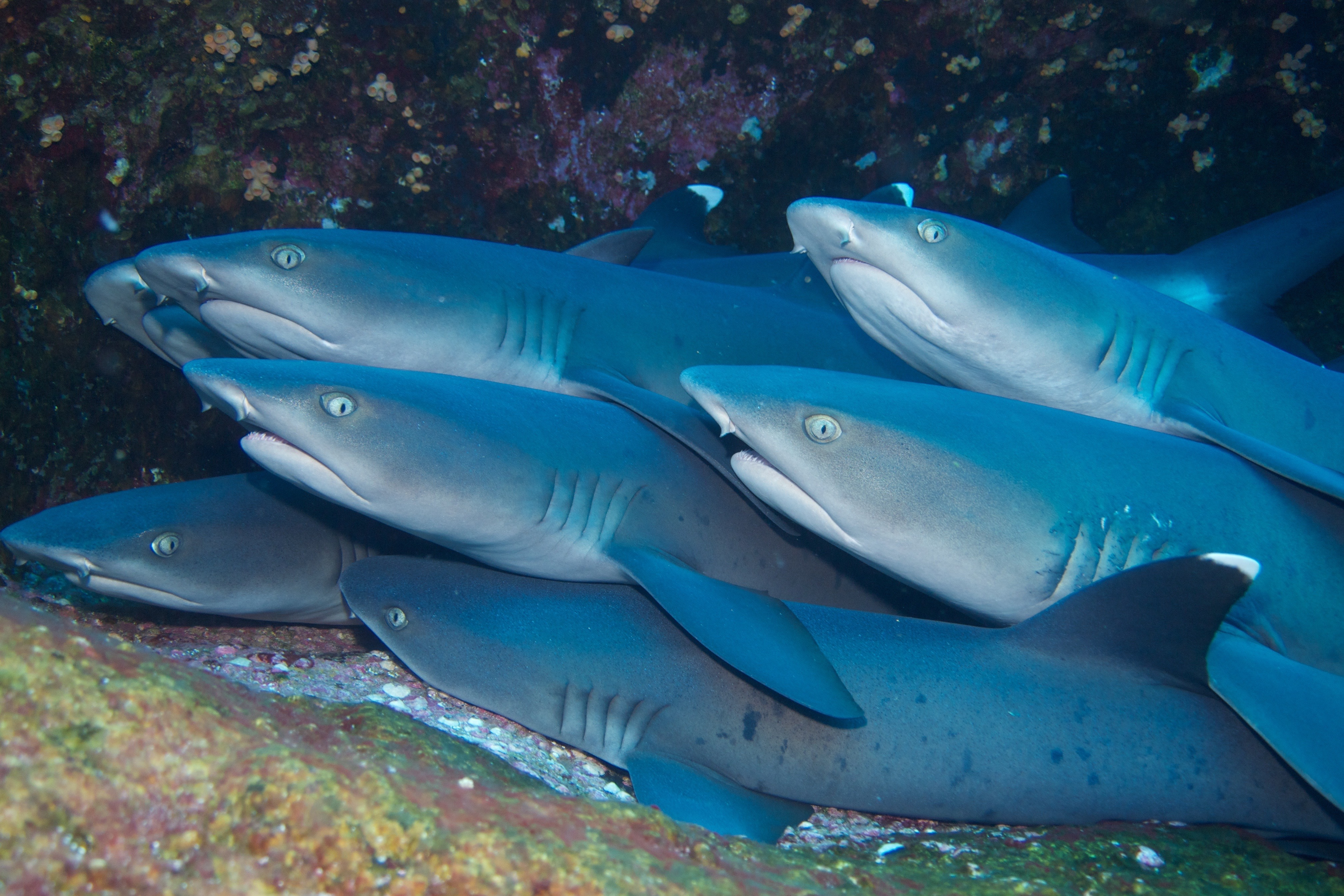

Durante o dia, passam grande parte do tempo descansando dentro de cavernas; esse tubarão pode bombear água pelas guelras e ficar imóvel no fundo. À noite, os tubarões emergem para caçar peixes ósseos, crustáceos e polvos em grupos, seus corpos alongados permitindo que eles entrem em fendas e buracos para extrair presas escondidas. Os indivíduos podem permanecer em uma determinada área do recife por meses ou anos, retornando frequentemente ao mesmo abrigo.

## Reprodução
A reprodução é vivípara com placenta de saco vitelino, tendo pequenas ninhadas de 1 a 5 filhotes, um ciclo reprodutivo anual e um tamanho ao nascer de 52 a 60 cm. O crescimento é lento na natureza, podendo atingir a maturidade sexual entre oito e nove anos e viver até cerca de 16 anos; a duração da geração é estimada em 12,3 anos.

## Conservação
Em grande parte de sua distribuição, é capturado tanto como espécie alvo quanto captura acidental na pesca industrial e de pequena escala, e é frequentemente retido por suas barbatanas, carne, pele, dentes e fígado. 
Esta espécie também está ameaçada pelo declínio na qualidade dos recifes de coral devido às mudanças climáticas, práticas de pesca destrutivas e má qualidade da água.